# 馬特·達拉斯
馬特·達拉斯（Matthew Joseph "Matt" Dallas，1982年10月21日—）是美國的一位演員。他最著名的作品是在ABC家庭台電視劇天賜中飾演主角凱爾。達拉斯出生在亞利桑那州鳳凰城。